# 松浦正人
松浦 正人（まつうら まさと、1942年〈昭和17年〉9月10日 - ）は、日本の政治家。山口県防府市長（5期）、山口県議会議員（3期）、防府市議会議員（1期）、全国市長会会長（第29代）などを歴任した。

## 来歴
中華民国江西省九江市に生まれ、終戦に伴い日本へ引き揚げ。山口県立防府高等学校、早稲田大学第二政治経済学部卒業。大学卒業後、西武クレジット勤務を経て、家業の製茶業「株式会社松うら」の経営を継いだ。その傍ら、防府商工会議所商業第二部会長を務める。
1980年、防府市議会議員選挙に無所属で出馬し、初当選。1984年、防府市長選挙に無所属で出馬したが、現職の原田孝三に敗れ、落選した。1987年、山口県議会議員選挙に自民党公認で防府市・佐波郡選挙区から出馬し、当選。以後、1998年まで山口県議会議員を3期11年間務める。
1998年、土木業者に便宜供与を図った疑惑が取り沙汰された吉井惇一防府市長が辞職。それに伴う防府市長選挙に山口県議会議員を辞職して出馬し、吉井市長及び新人の竹安由利子を破り当選した。2002年の防府市長選では、前防府市議の原田洋介を破り、再選。2006年の防府市長選では山口市・防府市の合併反対を訴え、新人の元下関市副市長・陶山具史を下し、3選を果たした。2010年の防府市長選では、島田明山口県議会議長の長男・島田教明の挑戦を受けるが、島田を下して4選。
2011年2月、地域政党「とことん防府」を結成。同年4月の山口県議会議員選挙に「とことん防府」推薦で松浦の後援会長である神田義満を擁立し、当選させた。当選後、神田は山口県議会で一人会派「会派とことん」を結成。
2014年の防府市長選挙では、無所属新人の32歳の牛見航、同じく無所属新人72歳の木村練を破り5選を果たした。
2016年9月6日に、全国市長会会長を務めていた新潟県長岡市長の森民夫が、2016年新潟県知事選挙立候補を理由に長岡市長及び全国市長会会長を辞職したために、全国市長会会長が新たに選任されるまでの間、副会長の松浦が会長代理に指名されおよそ9ヶ月に渡り務め、その後2017年6月7日に、総会を経て正式な会長に就任した。
2019年春の叙勲で旭日中綬章を受章。

## 人物
- 山口県議会議員時代は高村正彦・佐藤信二系列に属し、自民党山口県連総務会長や政務調査会長を務めた[要出典]。
- 平成の大合併について、当初は山口市・防府市ほか2市4町の合併に向け協議に参加していたが、合併後の市役所の位置をめぐって意見が対立したため、合併協議を離脱。また合併の是非を住民投票の結果に委ねるよう主張していたが、2006年の防府市長選挙では合併凍結を掲げ、官僚出身の新人候補を大差で下して3選。この市長選では、上田清司埼玉県知事が松浦の応援に駆け付けている[要出典]。
- 2008年1月20日から2009年9月まで活動した運動組織地域・生活者起点で日本を洗濯（選択）する国民連合に参加した[要出典]。
- 2014年6月2日に発足した教育再生首長会議の会長を務めている[6]。
- 学校法人森友学園の教育理念に感銘を受けたとして、同学園による瑞穂の國記念小學院開設計画を応援した。2014年10月-12月頃、大阪維新の会所属の大阪府議会議員中川隆弘や豊中市の会社経営者らに対し、学園理事長籠池泰典を電話で紹介し協力を依頼した[7]。のち籠池との対談が実現し、致知出版社の月刊誌『致知』2015年4月号に掲載された[8]。
- 従軍慰安婦問題に言及した歴史教科書を採択した複数の中学校に対し、採択中止を求める葉書を送付していたことを、2017年9月25日の会見で認めた。理由について「抗議としてではなくお願いとして送付した。（教科書の内容が）反日極左と感じた」と話した[9]。
- 市長退任から5か月後の2018年11月21日、息子の松浦多紋が翌年の山口県議会議員選挙に防府市選挙区（定数4）から立候補する意向を表明[10]。松浦多紋は2019年4月の県議選に無所属で立候補し、4番目の得票数で初当選した[注 1]。